# Кемах
Кемах (тур. Kemah) — город и район в провинции Эрзинджан (Турция). Расположен на севере Армянского нагорья, на берегу реки Евфрат.

## История
Первоначально эти земли входили в государство Хайаса, позднее они были завоёваны хеттами, а в XIII веке до н. э. вошли в состав государства Урарту. Позднее они стали частью Мидийского царства, а в 550 году до н. э. были завоёваны персидским царём Киром и вошли в состав Армянской сатрапии. После разгрома персов Александром Македонским они были включены в состав его империи, а после его смерти и распада его державы находились в составе Армянского государства Ервандидов. В последующие века Кемах входил в состав Великой Армении (190 год до н. э. — 428 год н. э.), Марзпанской Армении (428—643), Армянского эмирата (637—886), Армянского царства Багратидов (886—1045).
В XI веке здесь утвердились сельджуки, пришедшие из Средней Азии, а в XIII веке сюда вторглись монголы. В 1402 году сюда пришёл Тамерлан, а после его ухода эти земли стали частью державы Ак-Коюнлу. В 1473 году ак-коюнлу были разбиты османским султаном Мехмедом II, потом эти земли были захвачены кызылбашским шейхом Исмаилом I. В результате последовавшей за этим османо-сефевидской войны эти земли вошли в состав Османской империи.
Во время Первой мировой войны, летом 1915 года, этих мест достигли войска русской Кавказской армии.

## Достопримечательности
В Кемахе находится усыпальница армянской царской династии Аршакидов, включая могилу Трдата III, при котором христианство стало государственной религией Армении.
Мечеть Гюлаби-бека